# Dissipatief systeem
Een dissipatief systeem of dissipatieve structuur is een open systeem dat met zijn omgeving energie en materie uitwisselt. Een dissipatief systeem is hierdoor niet in thermodynamisch evenwicht. De term dissipatieve structuur is bedacht door Ilya Prigogine, die de Nobelprijs voor Scheikunde ontving voor zijn werk hieraan.

## Beschrijving
Een van de voornaamste kenmerken van dissipatieve systemen is het spontaan optreden van anisotropie, ofwel het niet in alle richtingen gelijk zijn van hun eigenschappen als gevolg van hun interactie met de omgeving. Een ander belangrijk kenmerk is de vorming van complexe en soms chaotische structuren, waarin de deeltjes langedrachtcorrelaties vertonen. Voorbeelden van dissipatieve systemen zijn convectie (bijvoorbeeld Bénard-cellen), cyclonen, lasers (in meestal niet gewenste chaotische modi), en de Belousov-Zhabotinsky-reactie. Ten slotte is het leven zelf wellicht de meest geraffineerde vorm van een dissipatief systeem.

## Zelforganisatie in dissipatieve systemen
Ilya Prigogine onderzocht hoe dissipatieve systemen ver buiten een thermisch evenwichtstoestand zelforganiserende systemen konden ontwikkelen. Crooks en Jarzynski maakten duidelijk dat irreversibele processen dissipatieve systemen zijn met kenmerkende thermodynamische relaties met betrekking tot de productie van entropie. Zo blijkt de kans op een irreversibel proces toe te nemen afhankelijk van de toename van entropie, in verhouding tot het corresponderende reversibele proces:
{\displaystyle {\frac {P_{F}(\Delta S)}{P_{R}(-\Delta S)}}=exp(\Delta S)}
Hierin is {\displaystyle P_{F}} de kans op een voorwaarts irreversibele proces gedurende een bepaalde tijdsperiode en {\displaystyle P_{R}} de kans op hetzelfde, maar reversibele proces in de omgekeerde tijdrichting. Zo zijn er diverse moleculaire zelf-organiserende structuren gevonden die hieraan voldoen.

Op basis hiervan ontwikkelde Jeremy England de theorie dat zelfregulerende systemen door dissipatie van energie (en dus toenemende entropie in hun omgeving) een voordeel kunnen hebben bij de Darwiniaanse natuurlijke selectie. Dit werpt mogelijk een geheel nieuw licht op het ontstaan van het leven uit abiogenetische zelfreplicerende structuren.